# Jaskinia Miecharska
Jaskinia Miecharska – jaskinia w masywie Malinowa w Beskidzie Śląskim. Położona na terenie Wisły Malinki, na południowo-zachodnim zboczu Malinowskiej Skały i prawym brzegu potoku Malinka, jest drugą co do wielkości jaskinią polskiego fliszu karpackiego, a także drugą co do wielkości jaskinią całych Beskidów. Długość korytarzy wynosi 1838 m.

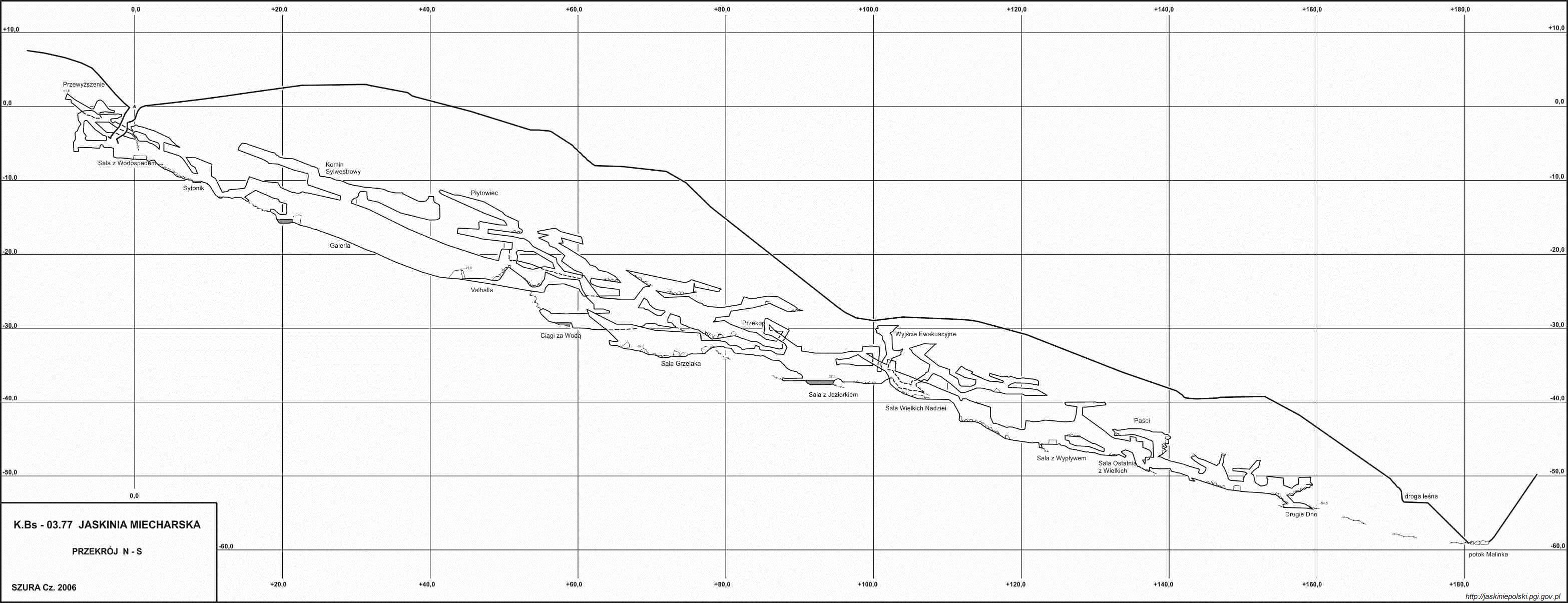
Przekrój jaskini

Odkryta została 19 grudnia 2004 przez dwóch młodych speleologów z Wisły: Bartłomieja Juroszka i Grzegorza Szalbota. Jej długość określono wówczas na 1744 m, a deniwelację na 56,3 m. Charakteryzuje się wielkimi, jak na warunki fliszu karpackiego, salami i obszernymi korytarzami. Przez jedną z sal – co jest rzadkim zjawiskiem w jaskiniach beskidzkich – przepływa podziemny potok.

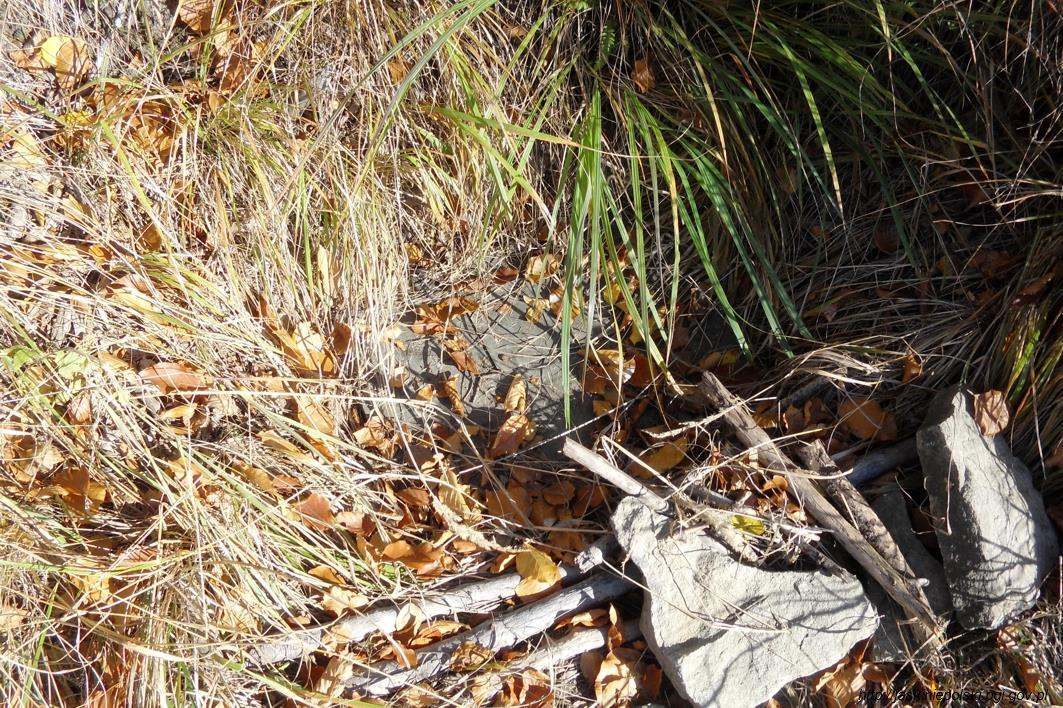
Otwór jaskini

W jaskini znaleziono zimujące nietoperze należące do 6 gatunków oraz endemicznego kiełża – studniczka tatrzańskiego. Dokonano tam również pierwszego w Europie opisu występowania Hrabeiella periglandulata w środowisku wodnym. W stanie, w jakim jaskinia się teraz (2008 r.) znajduje, nie nadaje się do zwiedzania przez amatorów. Jaskinia przez cały czas pozostaje pod opieką odkrywców oraz Instytutu Ochrony Przyrody PAN. 27 maja 2010 roku ustanowiona została stanowiskiem dokumentacyjnym.